# Трус не играет в хоккей
Первый куплет и припев:
Звенит в ушах лихая музыка атаки…
Точней отдай на клюшку пас, сильней ударь!
И всё в порядке, если только на площадке
Великолепная пятёрка и вратарь!
Суровый бой ведёт ледовая дружина:
Мы верим мужеству отчаянных парней.
В хоккей играют настоящие мужчины,
Трус не играет в хоккей!
«Трус не играет в хоккей» — популярная советская спортивная песня. Лауреат Песни-71. Цитата из неё стала распространённым крылатым выражением о том, что хоккей — спорт не для трусов, и в таком виде вошла в словари и учебные пособия. Первый исполнитель песни — Вадим Мулерман.

## Авторы и исполнители
Песня написана поэтами Сергеем Гребенниковым и Николаем Добронравовым на музыку композитора Александры Пахмутовой в 1968 году.
Кроме Вадима Мулермана, песню исполняли:
- Большой Детский хор Гостелерадио Советского Союза
- Эдуард Хиль
- Валентина Игнатьева
- Лев Барашков
- Дмитрий Харатьян
- Николай Фоменко, Сергей Мазаев и Виктор Рыбин («Старые песни о главном 3»)
- «Блестящие»
- а также многие другие исполнители.